# Święty gaj (mormonizm)

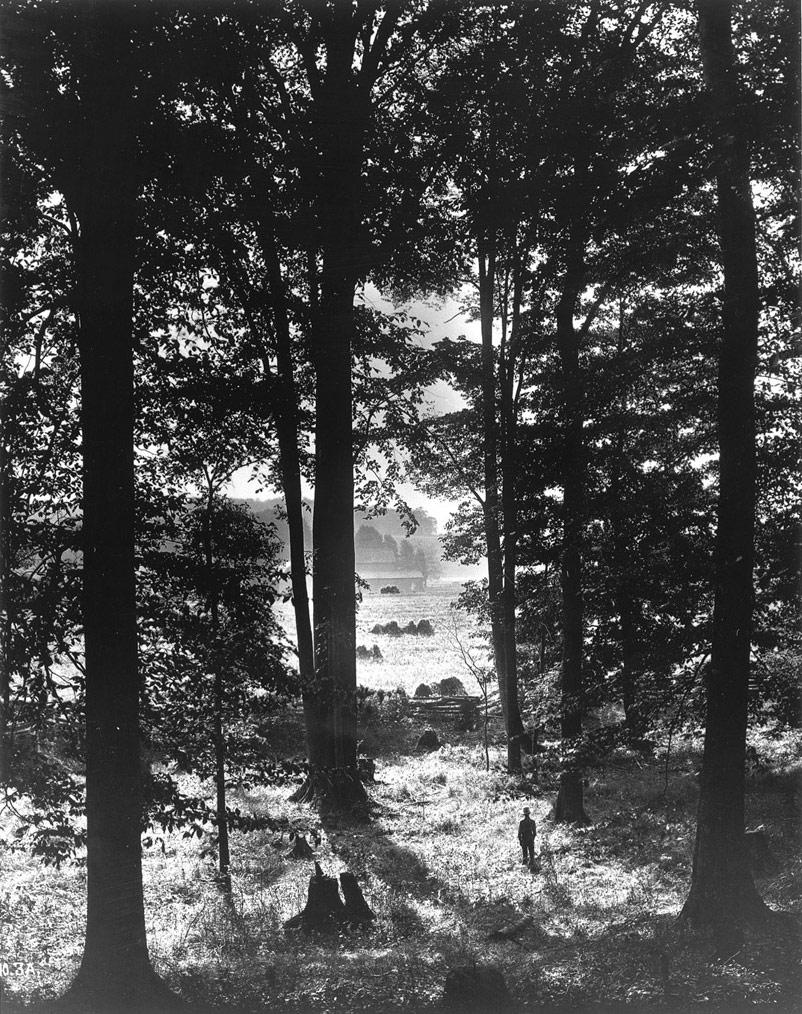
Fotografia gaju wykonana przez George’a Edwarda Andersona, około 1907

Święty gaj (ang. Sacred Grove) – potoczna nazwa zalesionego obszaru nieopodal Palmyry w stanie Nowy Jork. Jedno z miejsc świętych w tradycji ruchu świętych w dniach ostatnich.
Zagajnik ten położony jest na zachodnim krańcu dawnego gospodarstwa należącego do Josepha Smitha seniora i jego rodziny. Był częścią piętnastoakrowego obszaru wykorzystywanego przez Smithów do produkcji cukru i syropu klonowego. Porośnięty jest rozmaitymi gatunkami drzew, w tym klonami, bukami, dębami, wiązami czy dzikimi wiśniami. Odgrywa szczególną rolę w mormońskiej teologii i historii, jako miejsce, w którym Joseph Smith Jr. miał doznać pierwszej wizji. Wydarzenie to uznawane jest przez członków tej tradycji religijnej za początek przywrócenia pierwotnego Kościoła ustanowionego przez Jezusa Chrystusa.
Smithowie opuścili gospodarstwo związane z zagajnikiem w 1830. Kolejni posiadacze tego terenu zasadniczo zachowali sam gaj, prawdopodobnie uznając historyczne i religijne znaczenie tego miejsca. W 1907 Kościół Jezusa Chrystusa Świętych w Dniach Ostatnich nabył ten obszar od Williama A. Chapmana. Stał się on ostatecznie zalążkiem związanej z tym Kościołem grupy miejsc i budowli o historycznym znaczeniu dla świętych w dniach ostatnich. Zachowano jednocześnie jego pierwotny charakter. Drzewa będące jego częścią w czasach Smitha wciąż rosną, choć dokładne miejsce w obrębie samego gaju, w którym doszło do wspomnianej teofanii, pozostaje nieznane. Gaj stał się ważnym miejscem dla mormońskiej turystyki religijnej, w samym tylko 1989 odwiedziło go przeszło 36 tysięcy osób, w latach późniejszych odwiedzało go przeszło 100 tysięcy osób rocznie. Organizowane są również po nim wirtualne wycieczki. Przewija się w mormońskiej sztuce religijnej, znalazł chociażby miejsce w hymnie Joseph Smith’s First Prayer, pióra George’a Manwaringa z muzyką Sylvanusa Billingsa Ponda.